# Château de Saint-Aubin (Saint-Aubin-sur-Gaillon)
Pour les articles homonymes, voir Château de Saint-Aubin.
Le château des Rotoirs (nom primitif) est un château français de la fin du XVIIIe - début XIXe siècle  situé dans la commune de Saint-Aubin-sur-Gaillon dans le département de l’Eure et la région Normandie.

## Histoire
Cette maison de maître se situe sur le hameau des Rotoirs. Les « rotoirs », mot d’origine germanique, étaient le nom des lieux où le chanvre était mis à décomposer pour en extraire les fibres ligneuses.
Au XVIe siècle, la famille de Coëtlogon possédait le fief et le château de l’époque, qui furent vendus en 1637 à Pierre de Croismare, gentilhomme de la vénerie de Louis XIII.[réf. souhaitée]
L’actuel château date quant à lui de la fin du XVIIIe siècle. À l’origine pavillon de chasse, il fut par la suite agrandi par la construction d’ailes et d’étages. Le domaine a appartenu pendant le XIXe siècle au président du tribunal d’Évreux Nicolas-François Huet, puis à Monsieur Théodore Armand Desbrière († 01/10/1898), administrateur de la compagnie des chemins de fer de l'Ouest, suivi de Jules Janin, beau-fils du président Huet.
Par la suite, le comte Alexandre de Marenches, directeur général du service de documentation extérieure et de contre-espionnage, y demeura avant de vendre le domaine et les terres environnantes (262 hectares) en 1970 à la Caisse de prévoyance des ouvriers des travaux publics.
Plus près de nous, Philips et le Club Méditerranée  (Le Château des Rotoirs figura un temps parmi les offres du catalogue du Club Méd' comme lieu de vacances) rajoutent un hôtel, aujourd’hui détruit, pour en faire un lieu propice à leurs séminaires internes. Monsieur Drigues ensuite veut en faire sa maison de famille mais se sent trop loin de ses enfants vivant aux quatre coins du monde.
Au beau milieu d’un bois entouré de centres équestres et de fermes, le château en pierres blanches et ses dépendances (3 logis et 1 pigeonnier) sont entourés d’un parc de 30 hectares où se trouve un étang rempli d’écrevisses.
Dans la région, une chapelle est dédiée à Saint Gilles où, chaque année jusqu'en 1940, les parents emmenaient leurs enfants « peureux » au cours d’un pèlerinage conduit par l’évêque d'Évreux. « Grand Saint Gilles, rends-nous nos enfants forts, robustes et vaillants ».
Depuis 2010, « Les Étangs de Saint-Aubin » est un site exclusivement destiné à l’accueil de séminaires d’entreprises.